# Le Triangle de feu
Pour plus de détails, voir Fiche technique et Distribution.
Le Triangle de feu est un film franco-allemand réalisé par Edmond T. Gréville et Johannes Guter, sorti en 1932.

## Fiche technique
- Titre français : Le Triangle de feu
- Réalisation : Edmond T. Gréville et Johannes Guter
- Scénario : René Wild et Jean de Letraz
- Photographie : Eduard Hoesch
- Musique : Casimir Oberfeld
- Pays d'origine : France / République de Weimar
- Format : Noir et blanc — 35 mm — 1,37:1 — Son : Mono
- Genre : Film policier
- Durée : 77 minutes
- Date de sortie : 
  - France : 2 décembre 1932

## Distribution
- Jean Angelo : L'inspecteur Brémont
- André Roanne : L'inspecteur Charlet
- Elisabeth Pinajeff : Véra
- Renée Héribel : Irène
- Paul Ollivier : Maltère
- Maurice Rémy
- André Saint-Germain